# Cyrille de Moscou
Cyrille (en russe : Кири́лл / Kiríll), ou selon certaines sources en français avec l'orthographe Kirill, né Vladimir Mikhaïlovitch Goundiaïev (en russe : Влади́мир Миха́йлович Гундя́ев / Vladímir Mixájlovič Gundjáev) le 20 novembre 1946 à Léningrad (URSS, actuelle Russie), est le seizième patriarche de Moscou et de toutes les Russies. Ancien membre du KGB et proche du président russe Vladimir Poutine, il a été élu le 27 janvier 2009 pour succéder au patriarche Alexis II, et intronisé le 1er février 2009. Il fait l'objet de plusieurs controverses. En effet, il est attesté aujourd'hui que dès les années 1970, il a été classé par la police fédérale suisse comme appartenant au KGB soviétique, avec pour nom de code Mikhaïlov (Vladimir Poutine appartenant lui aussi au KGB).
Cyrille de Moscou a manifesté à plusieurs reprises son soutien à l’intervention militaire en Ukraine menée par le président Vladimir Poutine.
Cyrille de Moscou est l'un des piliers du régime de Vladimir Poutine lors de l'invasion de l'Ukraine par la Russie en 2022, en déclarant notamment dans son homélie du 6 mars 2022 que « la Russie ne conduit pas en Ukraine un combat physique mais métaphysique contre les forces du mal ».

## Biographie
Le patriarche Cyrille est né le 20 novembre 1946 à Léningrad, d'un père prêtre orthodoxe. Son grand-père Vassili, qui est prêtre lui aussi, a été déporté au Goulag des îles Solovki par le régime communiste, pour activités religieuses, et terminera sa vie pourchassé en raison de sa défense de la foi chrétienne. En 1965, le futur patriarche entre au séminaire de Léningrad, dont il est diplômé, puis il est admis à l'Académie de théologie, où il obtient un doctorat avec mention cum laude. Il est tonsuré moine le 3 avril 1969 par le métropolite Nicodème Rotov. Il est ensuite très vite ordonné hiérodiacre, puis hiéromoine le 1er juin 1969.
De 1970 à 1971, il enseigne la théologie dogmatique et cumule plusieurs charges parmi lesquelles celles d'inspecteur des écoles de théologie de Léningrad et secrétaire personnel du métropolite de Léningrad. En septembre 1971, il est fait archimandrite. De 1971 à 1974, il est représentant du patriarcat de Moscou au Conseil œcuménique des Églises.
Le 14 mars 1976, il est consacré évêque de Vyborg. Il devient archevêque de Smolensk et de Kaliningrad en 1988, et est élevé au rang de métropolite le 25 février 1991. Il assure également plusieurs charges au cours de sa carrière épiscopale : il est, entre autres, membre de la commission pour la préparation et la célébration du Millénaire du baptême de la Russie (entre 1980 et 1988), membre de la commission pour la préparation du Concile local de l’Église orthodoxe russe (1990), président de la Commission du Saint-Synode pour la renaissance de l’éducation religieuse et morale et des œuvres de bienfaisance (entre 1990 et 1993), membre de la Commission théologique synodale (depuis 1994). Il est également depuis 2007 président d'honneur de l'Académie de littérature russe.
Il est également président du département des relations extérieures du patriarcat de 1989 jusqu'à son élection en 2009. Son successeur à ce poste est le métropolite Hilarion Alfeyev.
Il est l’un des principaux auteurs des Fondements de la doctrine sociale de l’Église orthodoxe russe.
Avant son élection comme patriarche, il anime une émission télévisée hebdomadaire où il répond en direct aux questions des téléspectateurs.
Après la mort d'Alexis II, il est nommé patriarche par intérim, chargé de diriger l'Église orthodoxe de Russie jusqu'à l'élection du successeur. Le 27 janvier 2009, il est élu, par 508 voix sur 700, patriarche de Moscou et de toute la Russie, prenant ainsi la tête de l'Église orthodoxe russe.
En plus de sa charge patriarcale, il est coprésident de la Conférence mondiale des religions pour la paix (depuis 2006) et membre de la commission russe des relations entre l'État et les organisations religieuses (depuis 2006).
Il a de très bonnes relations avec l'ex-président Dmitri Medvedev et le président Vladimir Poutine.
Le jour de la Pâques orthodoxe 2025, Cyrille a une fois de plus à ce jour qui se présente comme un jour de Paix et d'Amour pour la chrétienté associé une rhétorique théologico-militaire

## Visites à l'étranger
En tant qu'évêque et métropolite, Cyrille fait de nombreuses visites à l'étranger. Il donne des conférences dans plusieurs villes parmi lesquelles Rome, Münster, Udine, Varsovie.
Il visite plusieurs pays en tant que patriarche, notamment dans les pays d'Europe de l'Est rattachés canoniquement à l'Église russe comme l'Ukraine, la Biélorussie, la Moldavie, l'Azerbaïdjan ou le Kazakhstan.
Il se rend en 2010 en Égypte, où il rencontre le patriarche d'Alexandrie Théodore II.
Le 12 novembre 2011, le patriarche Cyrille entame une visite de trois jours en Syrie et au Liban. Il appelle à une résolution pacifique de la crise en Syrie, déclarant que « l’on peut résoudre tous les problèmes pacifiquement, par le dialogue. L’essentiel est que le sang humain ne coule pas. » Cyrille concélèbre une liturgie le 13 novembre à Damas avec le patriarche d'Antioche Ignace IV.
Le 16 août 2012, Cyrille entame une visite historique de trois jours en Pologne et signe avec l’épiscopat catholique polonais un appel à la réconciliation. Cet acte solennel est destiné aux peuples russe et polonais et en particulier aux fidèles catholiques et orthodoxes. Il s'entretient par la même occasion avec le président polonais Bronisław Komorowski et se rend à Grabarka, le plus grand sanctuaire orthodoxe de Pologne, situé au nord-est du pays. Grabarka est pour le million d'orthodoxe polonais ce qu'est Częstochowa pour les catholiques polonais, un haut lieu du culte et un site de pèlerinages.

## Prises de position
- Cyrille s'oppose en 1984 à l'intervention soviétique en Afghanistan[8].
- Il déclare à propos de la crise financière mondiale de 2008 que « pour réussir à dépasser la crise mondiale, il faut transformer sérieusement le modèle socio-économique actuel pour mettre plus d'accent sur la justice de l'action politique et la rendre profitable à l'ensemble de la société[8]. »
- Il a été la cible des groupes Pussy Riot et Femen qui lui reprochent ses liens avec le gouvernement Poutine[21].
- Il déclare en 2012 que la présidence de Poutine est un « miracle »[2].
- Il lance en juin 2013 un appel aux fidèles pour recueillir de l'aide humanitaire pour venir en aide aux victimes du conflit en Syrie[22].
- En juillet 2013, il déclare que la légalisation du mariage homosexuel en Europe est « un symptôme alarmant de l’approche de l’Apocalypse. [...] Nous devons tout mettre en œuvre pour empêcher qu’en Sainte Russie, le péché soit approuvé par une loi »[23].
- En 2014 il justifie l'intensification des combats en Ukraine (voir paragraphe ci-après).
- En novembre 2015, le journaliste Boris Toumanov note que le patriarcat de Moscou s'est associé à la campagne menée par les autorités russes pour réhabiliter Staline et le régime soviétique. Il relève ainsi que Cyrille a déclaré qu'« on ne doit pas douter des mérites d’un homme d’État qui a conduit son pays à la renaissance et à la modernisation même s’il a commis quelques crimes » lors de l'ouverture de l'exposition « Russie orthodoxe », rejetant ainsi les critiques de Staline[24].
- En février 2016, Le patriarche Cyrille s'engage par ailleurs pour l'œcuménisme et les relations entre Rome et Constantinople. Ainsi, en février 2016, il rencontre le Pape François à Cuba afin d'intensifier les relations œcuméniques entre les Églises orthodoxe et catholique[25]. L'une des premières conséquences de cette rencontre est l'ouverture des sanctuaires de l’Église orthodoxe russe aux pèlerins catholiques[26].
- En décembre 2016 le patriarche Cyrille consacre la seconde cathédrale orthodoxe de Paris. Leur visite à Paris avait été reportée une première fois en décembre 2015 à la suite de l'annexion de la Crimée et une seconde fois en octobre 2016 à la suite du soutien actif des deux hommes au président syrien Bachar El Assad. Depuis cette date, Cyrille de Moscou n'est plus admis en France.
- Le 28 mai 2017 Cyrille de Moscou bénit le président Vladimir Poutine (au Monastère de Sretensky) avant son embarquement pour sa visite à Versailles à l'occasion du tricentenaire de la visite du Tsar Pierre le Grand.
- Le 30 mai 2017 à l'occasion de ladite visite, Cyrille de Moscou légitime (depuis le Kirghizistan) la lutte armée contre les pays qui "tolèrent" l'homosexualité, (la France, l'Ukraine...) « pour les mêmes raisons que lorsqu’ils se sont soulevés contre les lois fascistes et pro-apartheid. Quand la législation déchire le lien avec la morale, elle cesse d’être une législation acceptable pour les gens, elle génère des protestations » (protestations au sens de luttes armées).
- Le 6 mars 2022 il justifie l'intensification des combats en Ukraine, il donne sa bénédiction pourrait-on dire (voir paragraphe ci-après).
- Le 4 janvier 2023 il rappelle que selon lui le calendrier orthodoxe est le Julien et non le calendrier Grégorien en vigueur dans les territoires de l'ex Union soviétique depuis 1940.

### Sur les relations entre l'Ukraine et la Russie
En 2014, il appelle à prier « pour que personne ne puisse détruire la sainte Russie en lui enlevant l'Ukraine, dont la capitale, Kiev, est le berceau de l'orthodoxie russe » : « Nous devons aujourd'hui prier pour le peuple russe qui vit en Ukraine, pour que le Seigneur fasse la paix sur la terre ukrainienne (...), qu'il mette fin aux desseins de ceux qui veulent détruire la sainte Russie. » et pour que cesse la guerre du Donbass,. Antoine Arjakovsky, directeur de recherches au collège des Bernardins, évoque sur ce point « les discours délirants à Moscou sur l’appartenance de l’Ukraine au monde russe (« rousskij mir ») de personnalités comme Nikita Mikhalkov ou le patriarche “Kirill” ».
Au cours de son patriarcat et dans le contexte de conflit russo-ukrainien, un schisme entre l'Église orthodoxe de Russie et le patriarcat de Constantinople a lieu, après que le patriarche Bartholomée Ier de Constantinople a reconnu en janvier 2019 l'autocéphalie de la nouvelle Église orthodoxe d'Ukraine,.
Il se révèle l'un des piliers du régime de Vladimir Poutine lors de l'invasion de l'Ukraine par la Russie en 2022, en déclarant notamment dans son homélie du 6 mars 2022 que « la Russie ne conduit pas en Ukraine un combat physique mais métaphysique contre les forces du mal ». Selon Jean-François Colosimo, Cyrille de Moscou prend le risque de « briser l'unité orthodoxe ». L'historien des religions en appelle au patriarche Bartholomée et au pape François « pour que le terrible conflit d’Ukraine ne réveille pas les divisions meurtrières entre orthodoxes, catholiques latins et gréco-catholique ».
Le mercredi 16 mars 2022, le pape François et le patriarche Cyrille s'entretiennent par visioconférence et le Pape François rappelle que « l’Église ne doit pas utiliser la langue de la politique mais le langage de Jésus » et que « nous sommes pasteurs du même saint peuple qui croit en Dieu, dans la Très Sainte Trinité, dans la Sainte Mère de Dieu : nous devons pour cela nous unir dans l’effort d’aider la paix, d’aider celui qui souffre, de chercher les voies de la paix, pour arrêter le feu ».
En septembre 2022, à la suite de la mobilisation partielle de civils russes le patriarche orthodoxe Cyrille de Moscou a exhorté ses fidèles à rejoindre l'armée pour combattre en Ukraine, précisant si une personne « meurt dans l’accomplissement de ce devoir, alors (…) elle se sera sacrifiée pour les autres. Et donc, nous croyons que ce sacrifice lave tous les péchés qu’une personne a commis ».
Le 5 janvier 2023 le patriarche Cyrille a appelé à un cessez-le-feu en Ukraine et dans le Donbass à l'occasion du Noël orthodoxe. Une trêve de Noël de 12 heures du 6 janvier à midi au 7 janvier à minuit permettrait aux orthodoxes d'assister aux offices du soir de Noël et du jour de la Nativité du Christ.

## Controverses
Le patriarche Cyrille inspire de la suspicion à certains fidèles de l'Église orthodoxe russe pour son mode de vie ostentatoire,, et les liens étroits qu'il entretient avec le régime du président Poutine : « Tout ce qu'il fait n'a rien à voir avec la foi et la vie des fidèles, et tout avec l'État et la politique », selon les mots d'une juriste de Ramenskoïe.

### Liens avec le KGB
Dans les années 1970, Cyrille a été agent du KGB sous le nom de Mikhaïlov. Alors qu'il est représentant du patriarcat à Genève, il a un accident de la circulation au volant de sa BMW qu'il conduit à grande vitesse. Deux passagers sont à bord du véhicule, un colonel du KGB et son fils. L'accident occasionne une blessure à ce dernier. Cyrille est donc rapatrié à Léningrad,,.

### Importation de cigarettes
Dans les années 1990, il est accusé par plusieurs journalistes indépendants d'avoir profité de retombées de la vente de tabac,. Cet épisode lui vaut alors le titre ironique de « métropolite du tabac » dans la presse internationale.

### La montre Breguet
En 2009, l’Église orthodoxe publie sur son site la photo d’une rencontre officielle entre le patriarche Cyrille et le ministre de la Justice. Beaucoup d’internautes ont remarqué le reflet d'une montre sous le poignet du patriarche. Or, le cliché avait été grossièrement retouché afin que la montre n'apparaisse pas. Le patriarche Cyrille admet finalement la retouche. La montre en question est une Breguet valant 20 000 euros.

### Appartement à Moscou
En 2010, il intente aussi un procès à son voisin, l'ex-ministre de la Santé Iouri Chevtchenko, pour les conséquences de la poussière soulevée par les travaux de ce dernier sur le luxueux appartement (estimé à trois millions de dollars) qu'il occupe le long de la Moskova à Moscou, et obtient 700 000 dollars de dédommagements.

## Distinctions
- Docteur honoris causa de l'université de Pérouse[47]
- Docteur honoris causa de l'université de Dnipropetrovsk[48]
- Docteur honoris causa de l'université d'Astrakhan[9]
- Docteur honoris causa de l'université d'État de Petrozavodsk[49]
- Docteur honoris causa de l'Académie théologique de Varsovie[50]
- Docteur honoris causa de l'Académie de droit d'Odessa[51]
- Docteur honoris causa de l'université d'État de Voronej
- Docteur honoris causa de l'université d'État de Saint-Pétersbourg
- Il est également récipiendaire de plusieurs ordres honorifiques russes, parmi lesquels l'ordre du Mérite pour la Patrie et l'ordre de l'Amitié
- Il a été distingué par beaucoup d'Églises orthodoxes

## Ouvrages (en français)
- Cyrille de Smolensk et de Kaliningrad (auteur), Hyacinthe Destivelle (commentaires), Alexandre Siniakov (commentaires), L'Évangile et la Liberté : les valeurs de la tradition dans la société laïque, Éditions du Cerf, 2006  (ISBN 2204081515)
- Cyrille de Smolensk, Les Fondements de la doctrine sociale, Cerf, 2007  (ISBN 2204085677)